# Heteropoda nicki quala
Heteropoda nicki là một phân loài nhện trong họ Sparassidae.
Loài này thuộc chi Heteropoda. Heteropoda nicki quala được Embrik Strand miêu tả năm 1915.